# Côte de Bohissau
De Côte de Bohisau is een beklimming in de Belgische stad Andenne, opgenomen in de wielerklassieker Waalse Pijl. De beklimming ligt ten oosten van het stadscentrum van Andenne. Men klimt er vanuit de wijk Andenelle aan de Maas via de Rue de Perwez richting het gehucht Bohissau. Vlak na deze beklimming volgt de Côte de Bousalle.